# Австралийский технологический парк

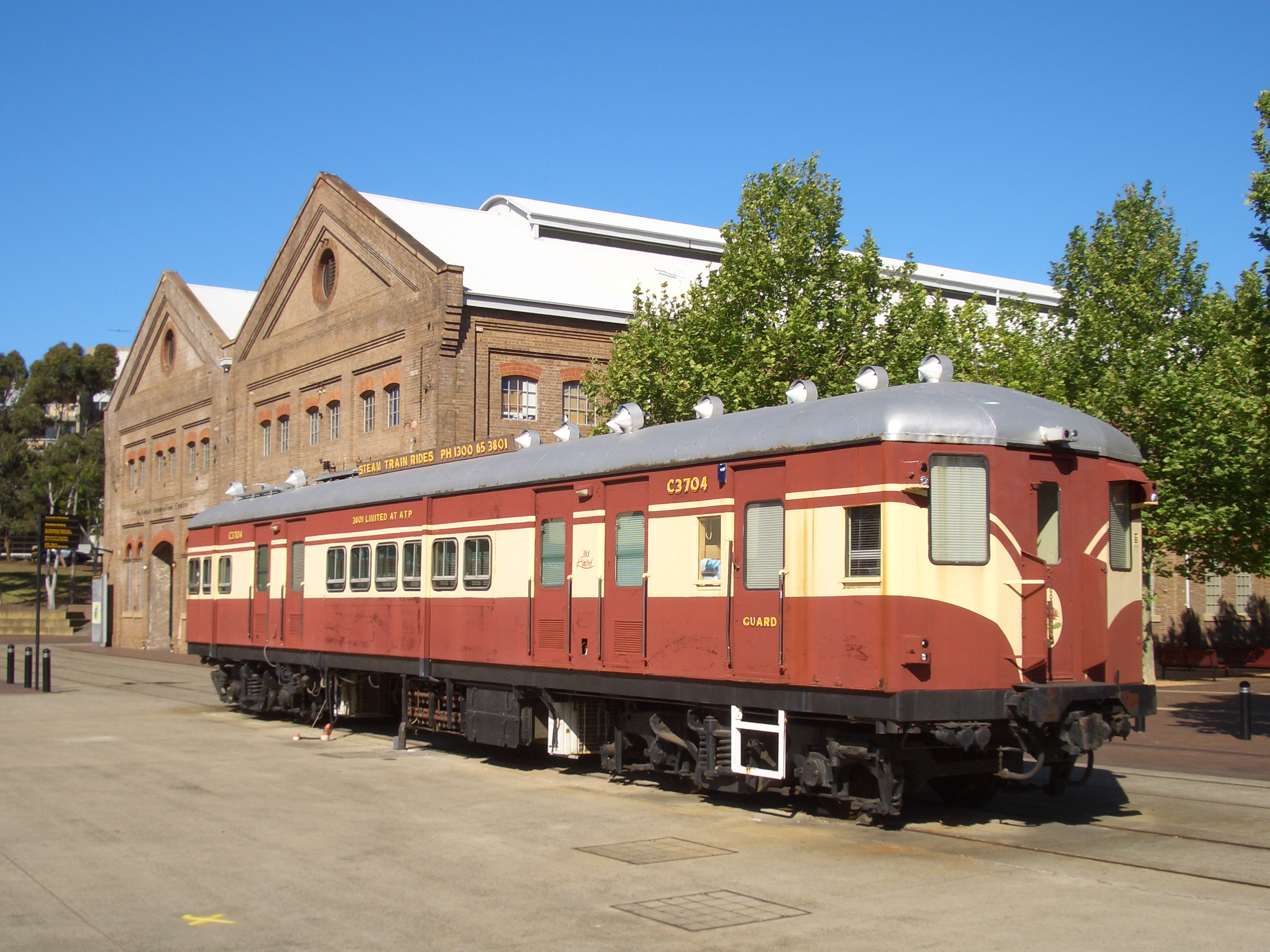
Национальный инновационный центр в Австралийском технологическом парке

Австралийский технологический парк (англ. Australian technology park, ATP) — технологический и деловой центр в Эвели (англ.), внутреннем пригороде Сиднея, в Австралии. Расположен в 3 км к югу от сиднейского центрального делового округа рядом с железнодорожной станцией Редферн (англ.) и занимает площадь в 13,9 га. Австралийский технологический парк в основном является домом для начинающих высокотехнологических компаний, особенно биотехнологических фирм и отделившихся от университетов исследовательских групп. Создан в 1995 году Правительством Нового Южного Уэльса (англ.), Университетом Сиднея, Сиднейским технологическим университетом (англ.) и Университетом Нового Южного Уэльса. Концепция позволяет исследователям работать над технологиями завтрашнего дня в непосредственной близости компаний к капиталам и опыту для их коммерциализации. В 2009 году телекомпания Seven Network переместила свою штаб-квартиру из Еппинга на севере Сиднея в ATP.

## История
Австралийский технологический парк занимает место, на котором ранее располагались Железнодорожные мастерские в Эвели (англ.). На момент их постройки, в конце XIX века, они являлись самыми большими и располагали наиболее технологически развитыми производственными цехами в южном полушарии.

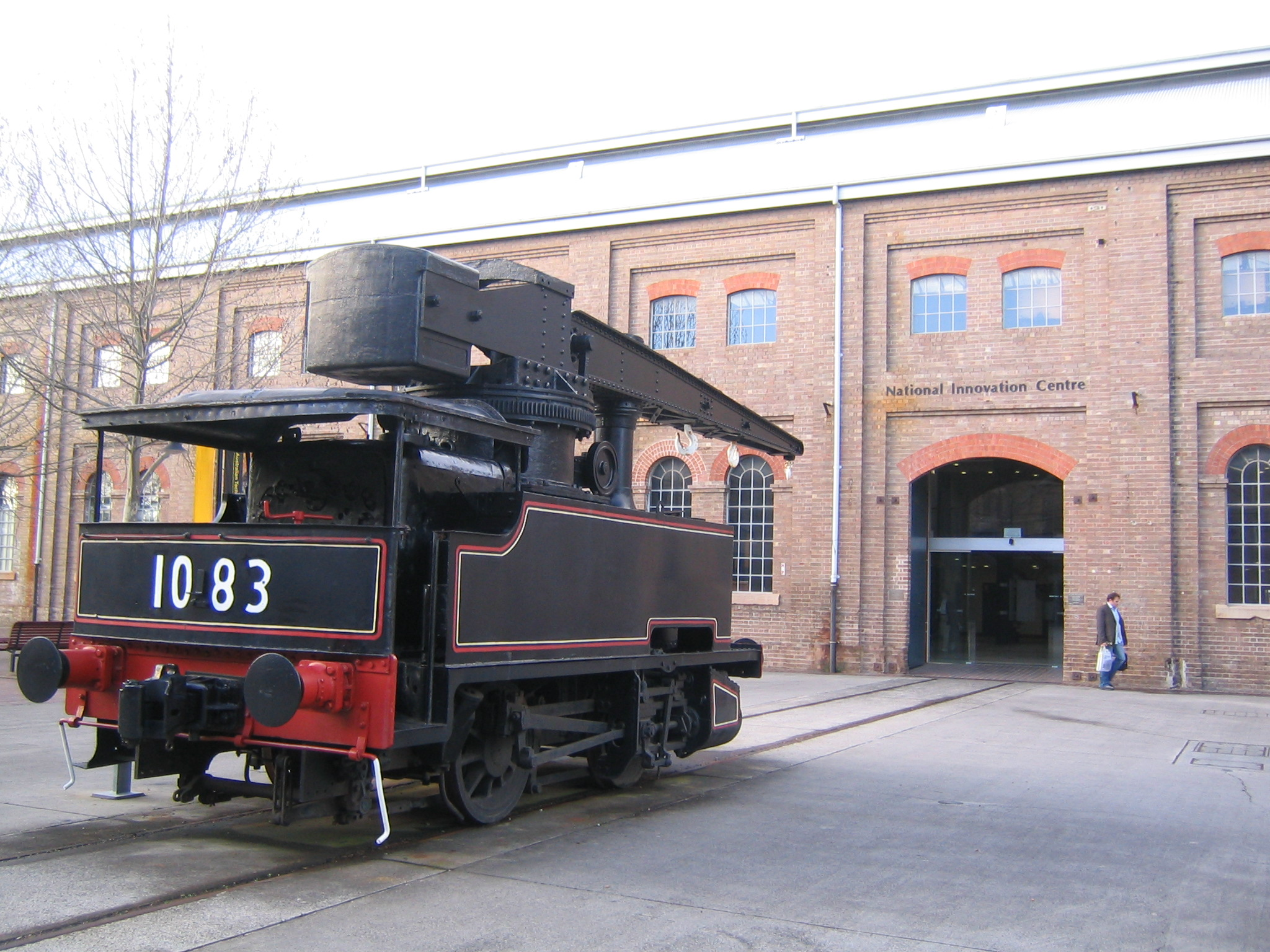
Национальный инновационный центр
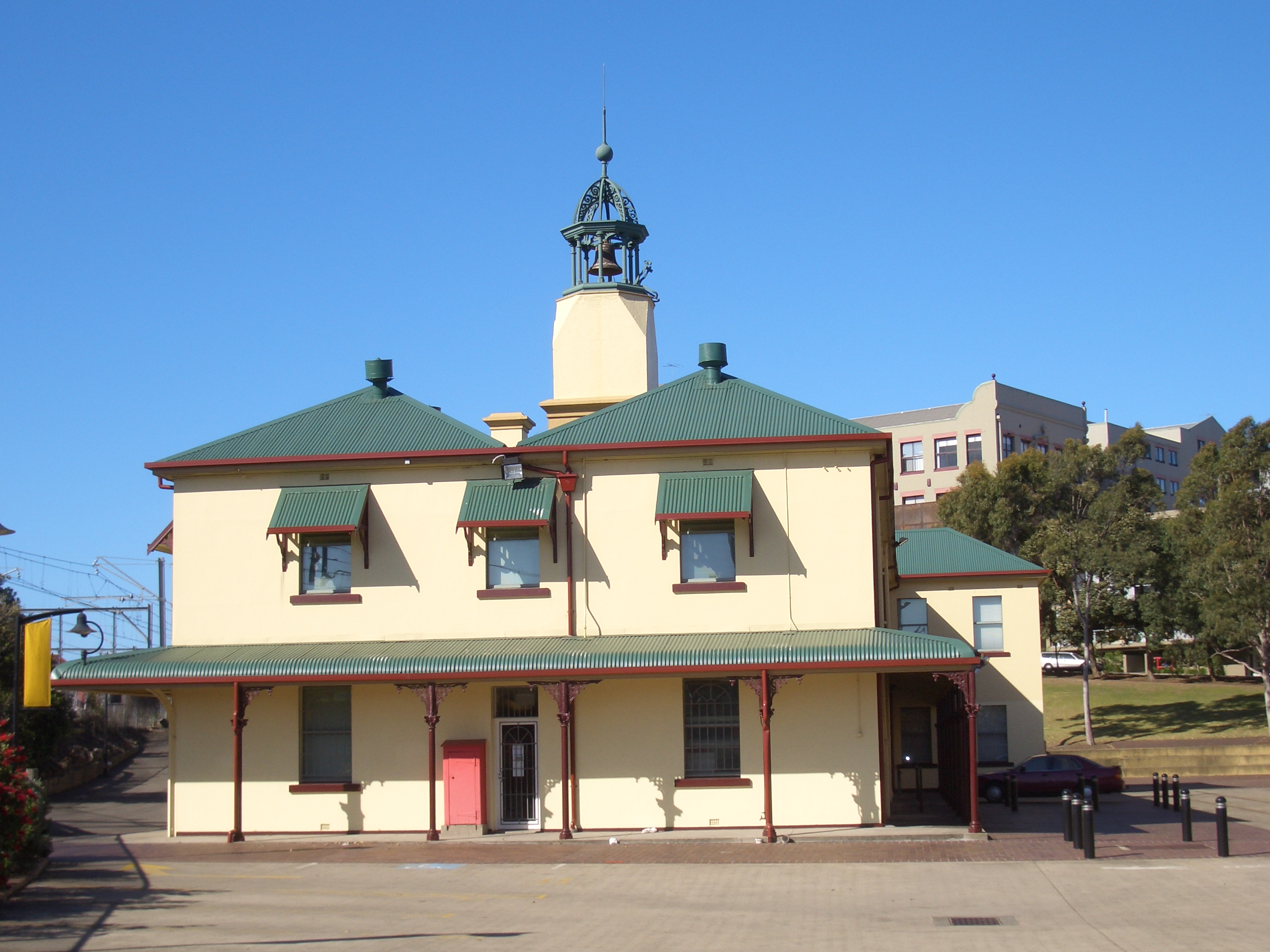
Международный бизнес-центр
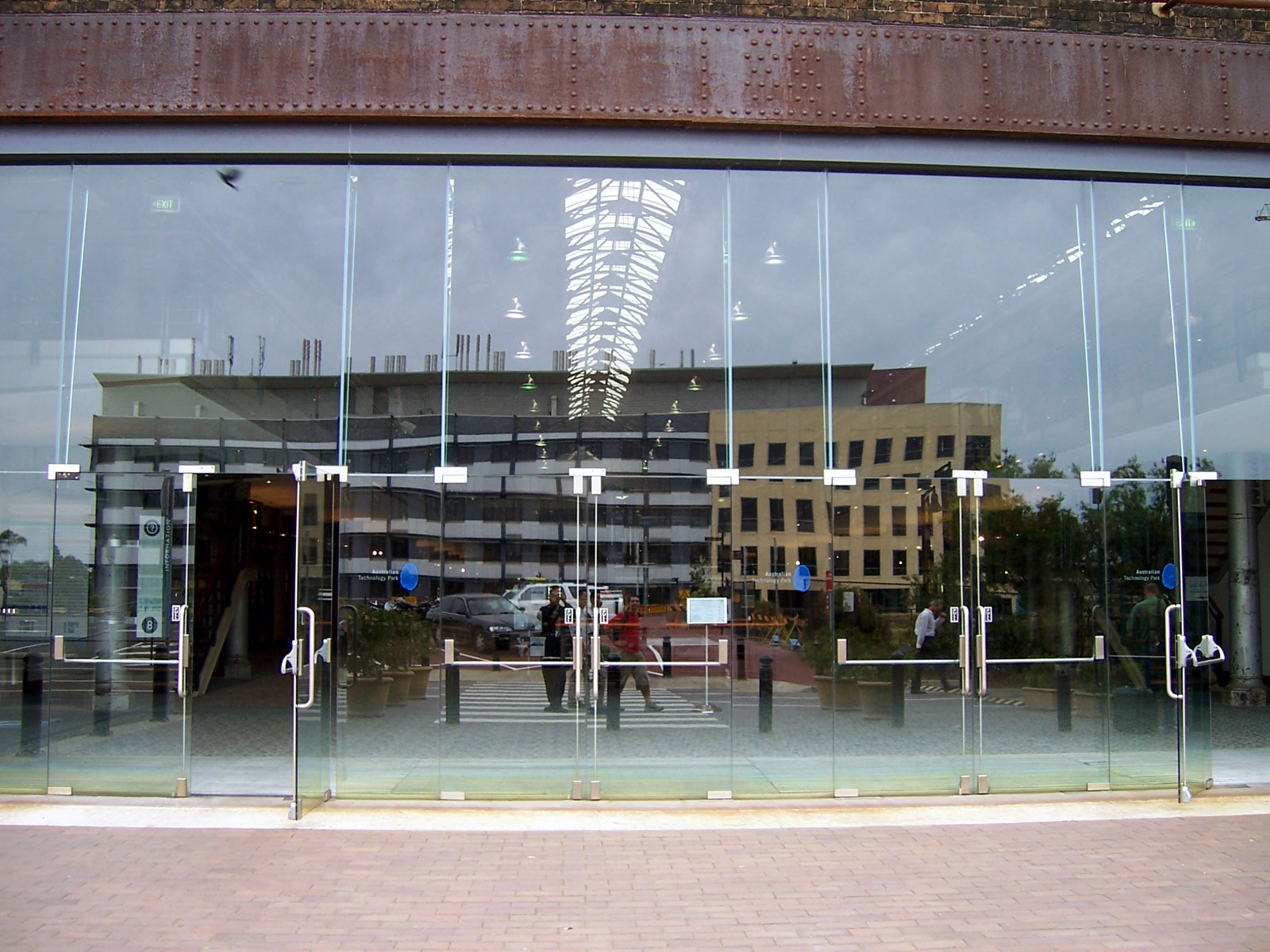
Секция 8 паровозной мастерской
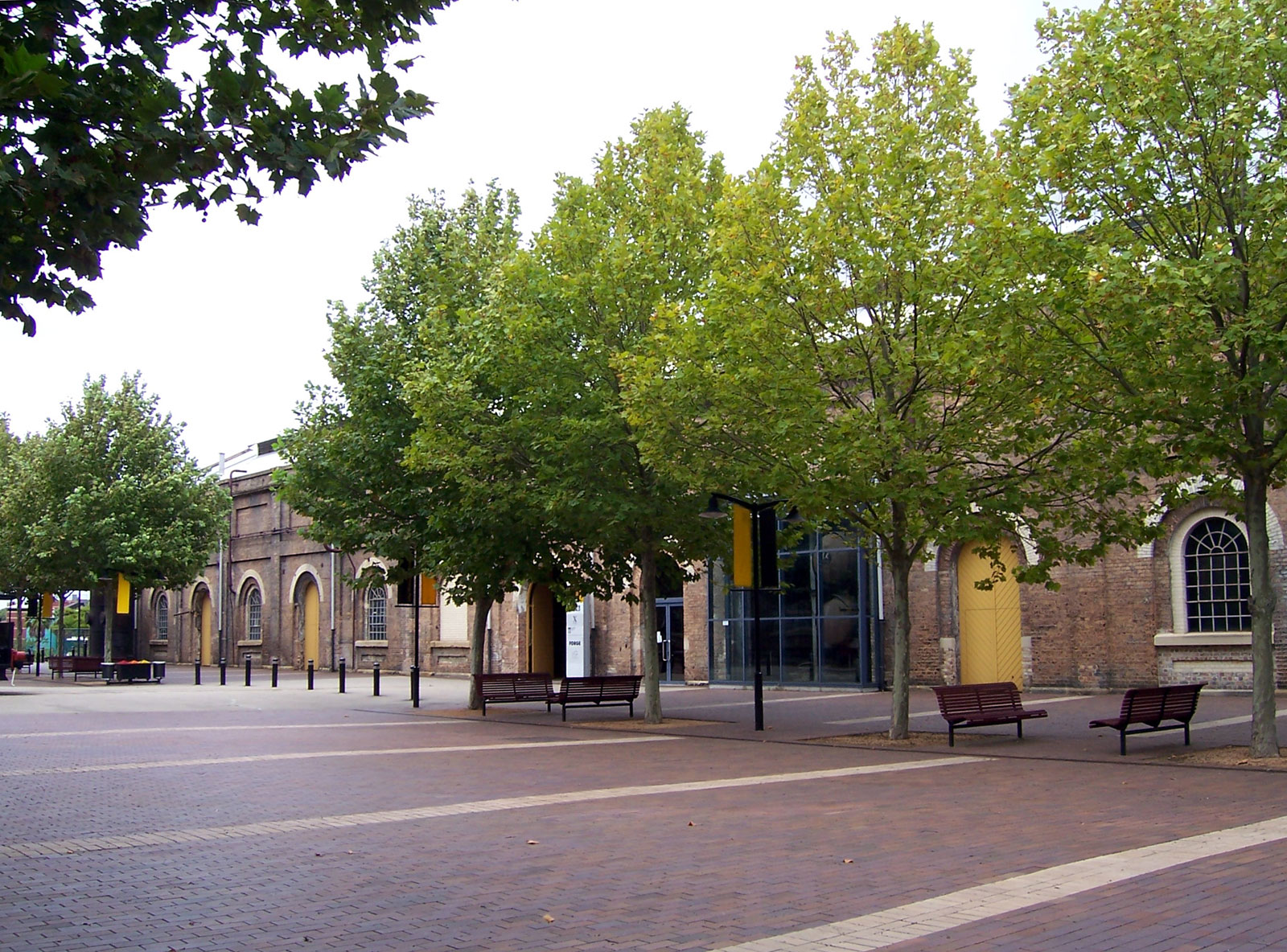
Паровозная мастерская
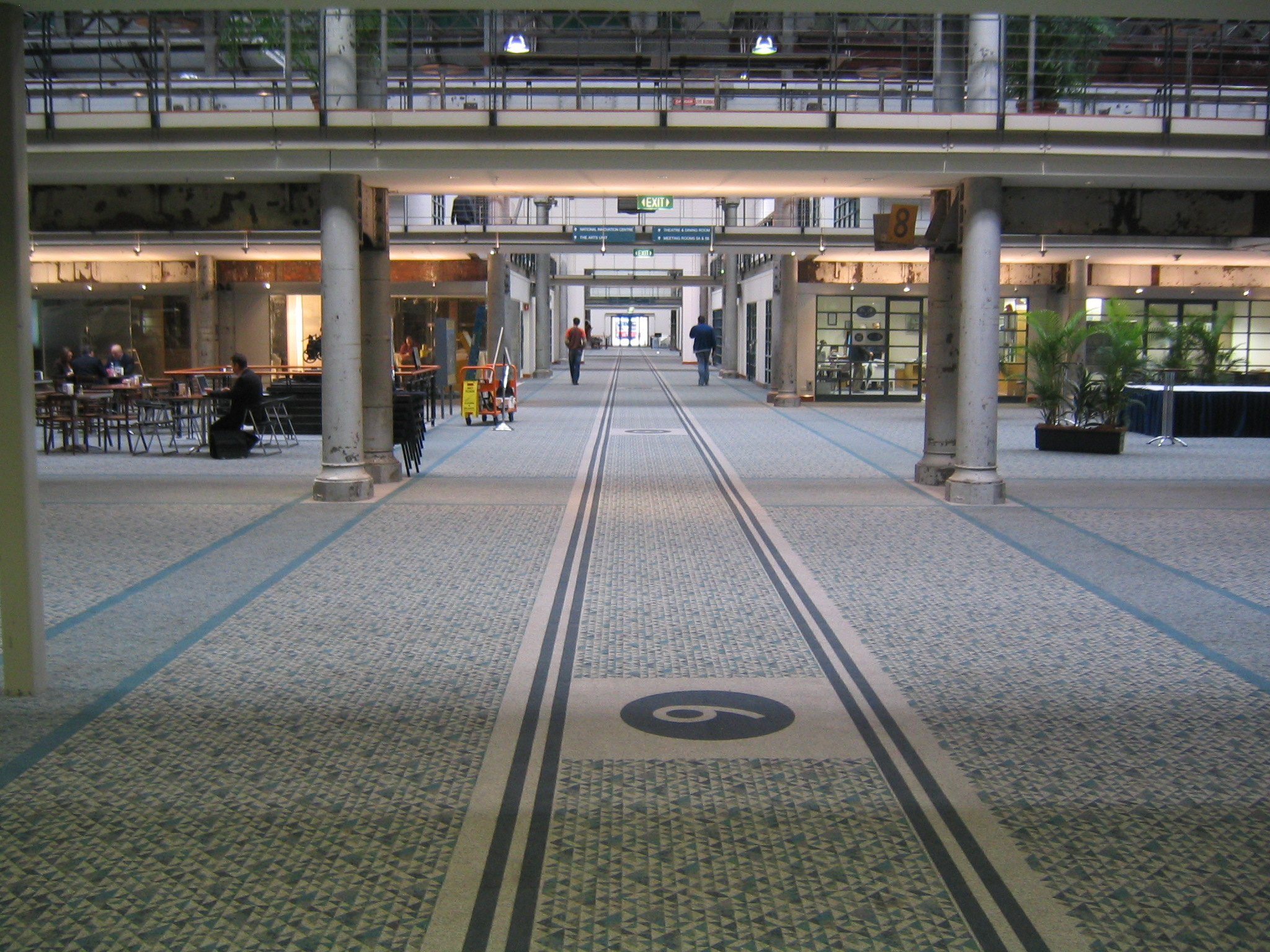
Главный путь в паровозной мастерской
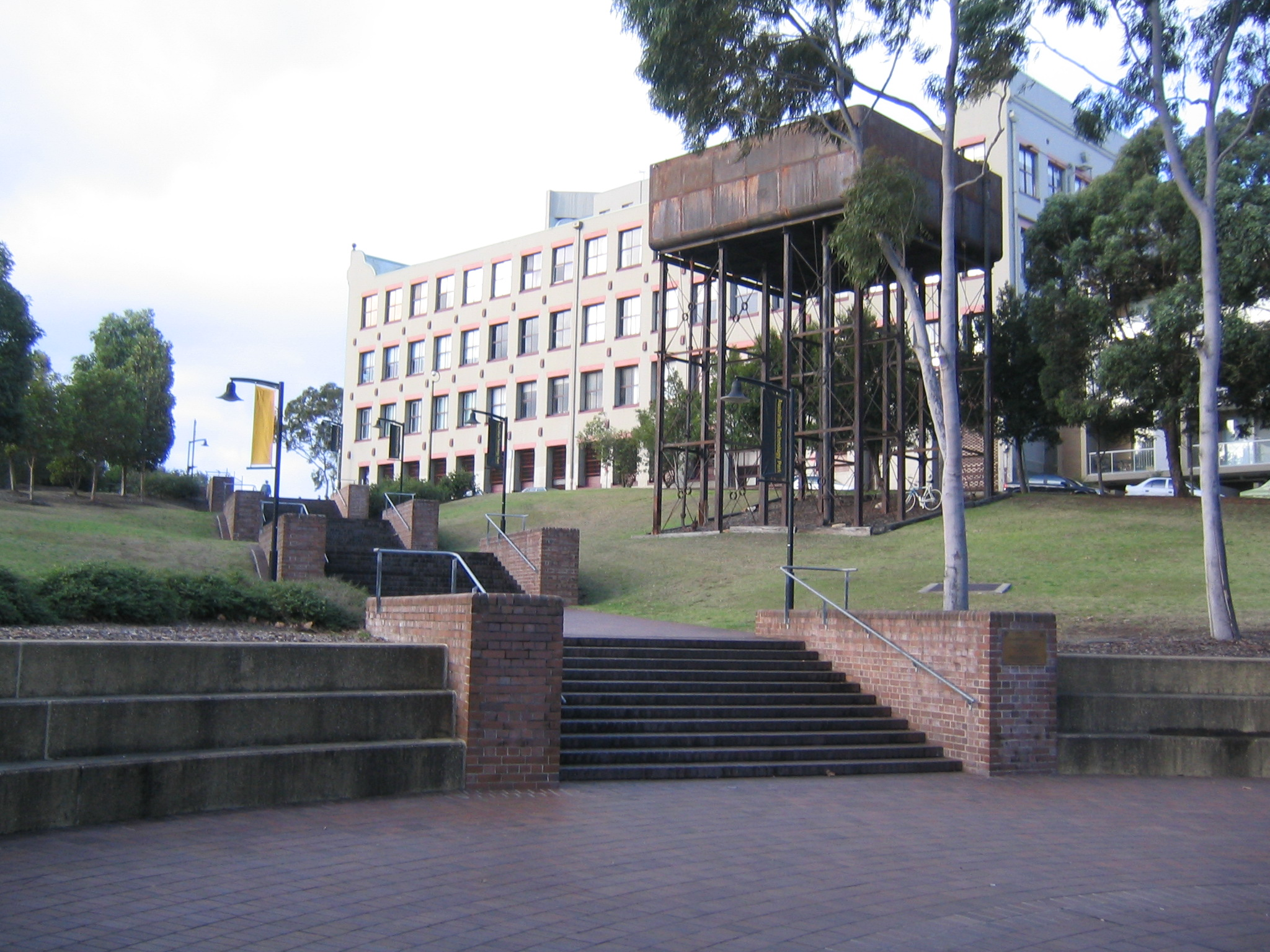
Путь от железнодорожной станции Редферн до Австралийского технологического парка
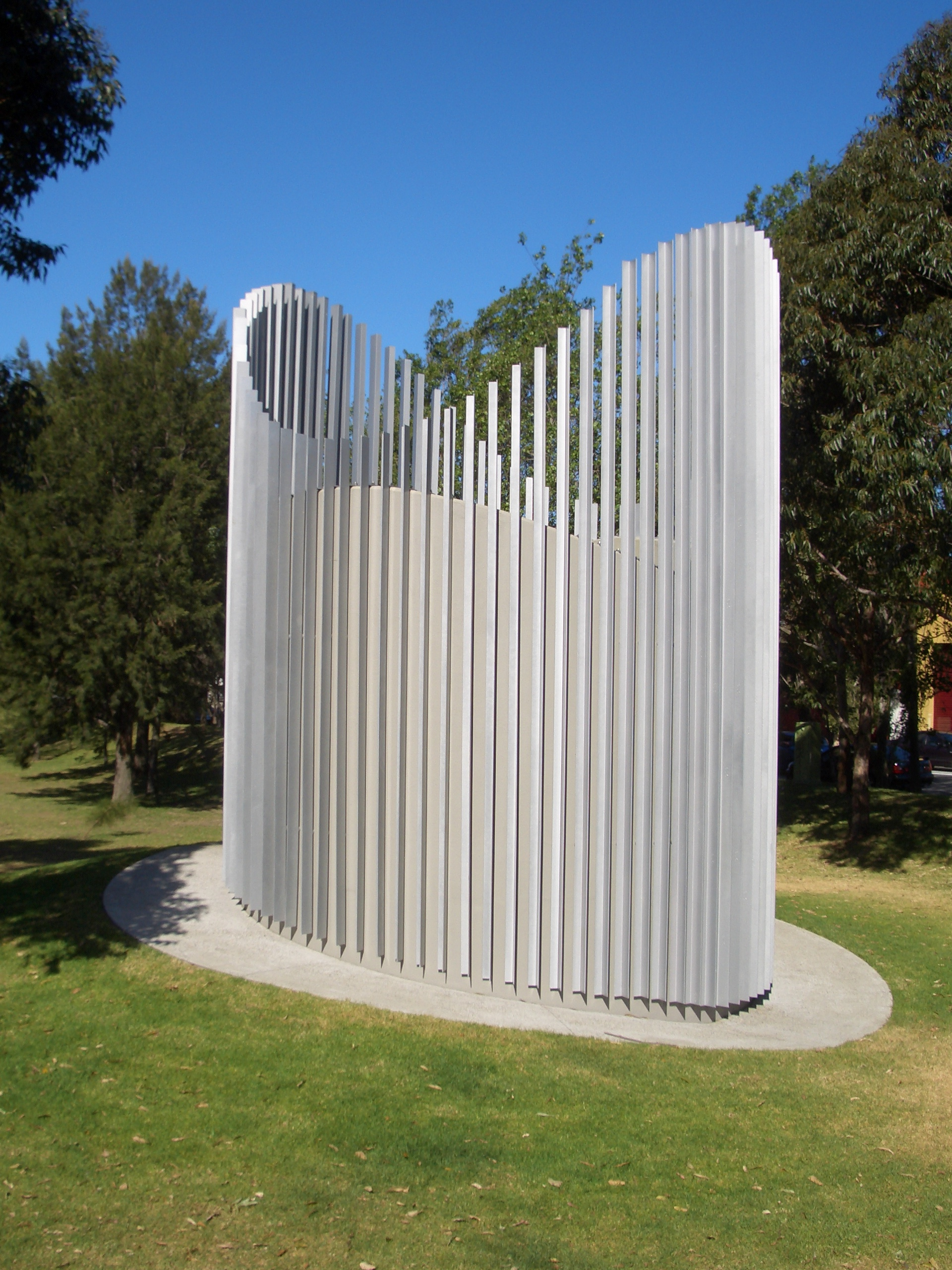
Вход в коммуникационный тоннель, Овал вице-канцлера

## Транспорт
До технологического центра можно добраться на общественном транспорте, на его территории имеется парковка для автомобилей. Автобусный маршрут 308, идущий от Эдди-авеню до станции метро Марриквилл, останавливается перед районом Саут-Ивли.